# Maine megyéinek listája
Ez a lista Maine állam megyéit sorolja fel.

## A lista
| Név                | Főváros        | Alapítása  | Névadó                    | Terület (km²) | Helyjelölő térkép |
| ------------------ | -------------- | ---------- | ------------------------- | ------------- | ----------------- |
| Androscoggin megye | Auburn         | 1854-03-18 | Androscoggin people       | 1288          |                   |
| Aroostook megye    | Houlton        | 1839-03-16 |                           | 17686         |                   |
| Cumberland megye   | Portland       | 1760       | Vilmos cumberlandi herceg | 3152          |                   |
| Franklin megye     | Farmington     | 1838-05-09 | Benjamin Franklin         | 4518          |                   |
| Hancock megye      | Ellsworth      | 1790       | John Hancock              | 6089          |                   |
| Kennebec megye     | Augusta        | 1799       | Kennebec River            | 10607         |                   |
| Knox megye         | Rockland       | 1860       | Henry Knox                | 2958          |                   |
| Lincoln megye      | Wiscasset      | 1760       | Lincoln                   | 1812          |                   |
| Oxford megye       | Paris          | 1805       |                           | 5634          |                   |
| Penobscot megye    | Bangor         | 1816       | Penobscot people          | 9210          |                   |
| Piscataquis megye  | Dover-Foxcroft | 1838-03-23 | Abenakik                  | 11337         |                   |
| Sagadahoc megye    | Bath           | 1854-02-14 |                           | 959           |                   |
| Somerset megye     | Skowhegan      | 1809       | Somerset                  | 10607         |                   |
| Waldo megye        | Belfast        | 1827       | Samuel Waldo              | 853           |                   |
| Washington megye   | Machias        | 1790       | George Washington         | 8430          |                   |
| York megye         | Alfred         | 1636       | York                      | 1270          |                   |